# Pulsaciones (programa de televisión)
Pulsaciones fue un programa de televisión argentino de estilo quiz show (preguntas y respuestas) que se emitió por Canal Trece el 24 de julio de 2002 hasta el 17 de octubre de 2004 y por Canal 9 en el año 2005. Fue producido por P&P y por Endemol.
El 2 de junio de 2014 volvió a la televisión en América TV bajo el nombre de Pulsaciones, el complot, pero debido a varios cambios en las reglas del juego, no tuvo el mismo éxito que antes y dejó de ser emitido el 22 de agosto del mismo año a los pocos programas de haber sido estrenado.

## Formato
La atracción principal es someter a cada participante al claustro con un aparato en su cuerpo midiendo específicamente las pulsaciones por minuto. De esta manera, deberán contestar preguntas con un determinado tiempo en cuenta regresiva para responder. Este varía según los nervios del participante: Si aumentan las pulsaciones, el tiempo se agotará; en el caso de que se mantengan las pulsaciones normalmente, el tiempo aumentará.

### Desarrollo del juego
Cada participante cuenta con una cantidad fija de pulsaciones para contestar cada pregunta, que varía de un sexo a otro (320 pulsaciones para el hombre, y 360 pulsaciones para la mujer). Cada pregunta tiene un total de 10 opciones, de las cuales 5 son correctas. Luego de haber marcado las opciones que cree que son correctas, el participante podrá arriesgar su respuesta; si es correcta, avanzará en el juego, mientras que si es incorrecta, deberá corregir la respuesta. Para corregir el error, el participante sólo tendrá disponible la cantidad de pulsaciones que le quedaban en el momento en que arriesgó. Sólo puede haber un error en el transcurso del juego, en caso contrario el concursante quedará fuera de juego, perdiendo todo lo acumulado.
El participante puede realizar consultas telefónicas para poder responder cada pregunta, teniendo dos líneas salientes y una entrante. No podrá llamar dos veces a la misma persona.
Al finalizar cada pregunta, el concursante tendrá tres opciones disponibles:
- Próxima pregunta: Avanza a la siguiente pregunta.
- Descanso (Pulsaciones) / Recreo (Minipulsaciones): El participante se toma un descanso de 30 segundos. Sólo habrá dos descansos disponibles a lo largo del juego.
- Efectivo (Pulsaciones) / Premios Acumulados (Minipulsaciones): El participante decide retirarse con todo el monto acumulado hasta ese momento, debiendo contestar una última pregunta para ganar el premio.

Si el participante decide retirarse y jugar por el efectivo o los premios acumulados, podrá volver a llamar a la misma gente que consultó durante el transcurso del juego. En la última pregunta, el concursante contará con una cantidad de pulsaciones determinada por las pulsaciones acumuladas en las preguntas anteriores más un bonus de 200. A diferencia de las otras preguntas, en la última pregunta no se conoce el número de respuestas correctas, pudiendo ser 1, 2, 5 o incluso 10. 
En la temporada 2004, el participante contaba con un comodín CTI en la 3° pregunta, que le indicaba una de las 5 respuestas correctas. En algunos programas, los participantes jugaban por un Consuelo Yahoo! de $1.000 en caso de no haber ganado el efectivo, utilizando el buscador anteriormente mencionado para contestar la pregunta y contando con 200 pulsaciones para ello.

## Escala de premios

### Pulsaciones
- 1. $1.000
- 2. $2.000
- 3. $4.000
- 4. $7.000
- 5. $10.000
- 6. $15.000
- 7. $25.000
- 8. $50.000
- 9. $100.000
- 10. $250.000

### Minipulsaciones
- 1. Orden de Compra en Cheeky
- 2. Mountain Bike "Olmo"
- 3. Premio Temaikèn (2003) / Consola de Videojuegos (2004)
- 4. Equipo de Música
- 5. Cámara Digital de Video
- 6. PC Pentium
- 7. Home Theatre
- 8. Moto de Agua
- 9. 30 Viajes a Bariloche
- 10. 30 Viajes a Orlando

## Ediciones

### Temporada 1
- Emisión

Comenzó a emitirse el miércoles 24 de julio de 2002.
- Reglas

Cada participante juega de forma individual y es encerrado, solo, en una "gran caja" decorada como si fuera un cuarto de estar. Allí se le hacen preguntas de cultura general. Cuenta con tres líneas telefónicas (dos salientes y una entrante), por las que puede solicitar ayuda hasta tres veces. El jugador puede desplazarse dentro de la "caja". Si la tensión resulta demasiada, el participante podrá retirarse del juego respondiendo a una última pregunta, con la que hará efectivo su pozo acumulado. El premio mayor posible a ganar fue de 250 000 pesos.

### Minipulsaciones
Los participantes son solamente chicos. Hubo programas donde participaban hijos de famosos o chicos famosos, aunque en la mayoría de los programas participaban desconocidos.
- Emisión

Se emitió desde el domingo 13 de abril de 2003 hasta el 17 de octubre de 2004.
- Reglas

Hubo pequeñas variaciones para que los chicos participaran. El dinero ya no era el objetivo sino premios acumulativos.
- Mini pulsaciones: hijos de famosos

1. Juan Matías Formento (hijo de Jorge Formento) perdió.
2. Camila Gianola (hija de Fabian Gianola) ganó.
3. Ian Guinzburg (hijo Jorge Guinzburg)
4. Sofía Gioia (hija de José Luis Gioia) ganó.
5. Martín y Gerónimo Piral (hijos de Ginette Reynal) perdieron.
6. Rafael Reyna (hijo de Carola Reyna) ganó.
7. Tadeo Graña (hijo de Rolando Graña)
8. Catalina Bonadeo (hija de Gonzalo Bonadeo) Ganó
9. Santiago Ibarra (hijo de Aníbal Ibarra)
10. Camila Abbondanzieri (hija de Pato Abbondanzieri)
11. Dalma Maradona (hija de Diego Maradona)
12. Federico Bal (hijo de Carmen Barbieri y Santiago Bal) perdió.

- Mini pulsaciones: Mini famosos

1. Diego Treu perdió.
2. Agustina Noya
3. Rodrigo Noya ganó.
4. Ananda Brédice (sobrina de Leticia Brédice) perdió.
5. Camila Fiardi Mazza ganó.
6. Malena Luchetti

- Mini pulsaciones con Miguel Ángel Rodríguez

A mediados de la temporada 2003, el conductor (locutor) dejó de ser Luis "El negro" Albornoz por dos programas para ser presentado por el humorista y actor Miguel Ángel Rodríguez que le dio mayor dinámica y humor al programa.
- Especial Floricienta

Durante el comienzo de la serie, participaron varios protagonistas de la tira juvenil.
- Especial Luna de Avellaneda

Participan algunos protagonistas de la película.
- Especial 200 programas

El 1° de agosto de 2004 se realizó un especial por los 200 programas del formato, dentro del programa Minipulsaciones, en el que fueron invitados exparticipantes del programa, tanto desconocidos como minifamosos e hijos de famosos. Los invitados debían contestar una pregunta por un equipo de audio, contando con 200 pulsaciones disponibles.

### Famosos
- Emisión

Durante 2003, se realizaron algunos especiales en los que tomaron parte celebridades.
- Participantes

1. Claudia Villafañe logró ganar 15 000 pesos
2. Dady Brieva
3. Karina Mazzocco
4. Juan Castro perdió
5. Matías Martin
6. Osvaldo Laport perdió
7. Mario Pasik
8. Jorge Lanata perdió
9. Ronnie Arias logró ganar 2000 pesos
10. Carla Peterson perdió
11. Gonzalo Bonadeo perdió
12. Claudia Fontán perdió
13. Gustavo Garzón
14. Georgina Barbarossa logró ganar 4000 pesos
15. Claudio Morgado perdió
16. Soledad Pastorutti ganó
17. Viviana Canosa logró ganar 4000 pesos